# Třída Navigatori
Třída Navigatori byla třída meziválečných torpédoborců italského královského námořnictva. Celkem bylo postaveno 12 jednotek této třídy. Pojmenovany byly po italských cestovatelích. Ve službě byly v letech 1929–1954. Nasazeny byly za druhé světové války. Ve válce jich bylo 11 potopeno. Jeden přitom byl krátce provozován německou Kriegsmarine. Poslední přeživší torpédoborec italské námořnictvo provozovalo do roku 1954.

## Stavba
Velké torpédoborce třídy Navigatori byly objednány jako protiváha francouzských supertorpédoborců tříd Guépard a Chacal. Celkem bylo postaveno 12 jednotek této třídy, zařazených do služby v letech 1929–1931.
Jednotky třídy Navigatori:
| Jméno                  | Založení kýlu | Spuštěna | Vstup do služby | Osud |
| ---------------------- | ------------- | -------- | --------------- | --- |
| Alvise da Mosto        | 1928          | 1929     | březen 1931     | Dne 10. prosince 1941 byl poblíž Tripolisu potopen britskými křižníky HMS Aurora a HMS Penelope.                                                                          |
| Antonio da Noli        | 1927          | 1929     | prosinec 1929   | Dne 9. září 1943 se u pobřeží Sardinie potopil na mině. |
| Nicoloso da Recco      | 1927          | 1930     | květen 1930     | Sloužil v italském námořnictvu. Vyřazen 1954. |
| Giovanni da Verrazzano | 1927          | 1928     | září 1930       | Dne 19. října 1942 byl u ostrova Pantelleria potopen britskou ponorkou HMS Unbending.                                                                                     |
| Lanzerotto Malocello   | 1927          | 1929     | leden 1930      | Dne 24. března 1943 se u tuniského pobřeží potopil na mině. |
| Leone Pancaldo         | 1927          | 1929     | listopad 1929   | Dne 10. července 1940 byl u tuniského pobřeží potopen torpédy letounů Fairey Swordfish. Koncem roku 1941 opraven a zařazen do služby. Dne 30. dubna 1943 potopen náletem. |
| Emanuele Pessagno      | 1927          | 1929     | březen 1930     | Dne 29. května 1942 byl poblíž Benghází potopen britskou ponorkou HMS Turbulent.                                                                                          |
| Antonio Pigafetta      | 1928          | 1929     | květen 1931     | Po italské kapitulaci ukořistěn Němci, sloužil jako TA44. Dne 17. února 1945 byl potopen při náletu na Terst.                                                             |
| Luca Tarigo            | 1927          | 1928     | listopad 1929   | Dne 16. dubna 1941 potopen britskými torpédoborci v bitvě u Kerkenny. |
| Antoniotto Usodimare   | 1927          | 1929     | listopad 1929   | Dne 8. června 1942 byl v Sicilském průlivu omylem potopen italskou ponorkou Alagi.                                                                                        |
| Ugolini Vivaldi        | 1927          | 1929     | březen 1930     | Dne 10. září 1943 byl u pobřeží Sardinie potopen německými bombardéry. |
| Nicolò Zeno            | 1927          | 1928     | květen 1939     | Dne 9. září 1943 potopen vlastní posádkou v Terstu, aby po italské kapitulaci nepadl do německých rukou.                                                                  |

## Konstrukce

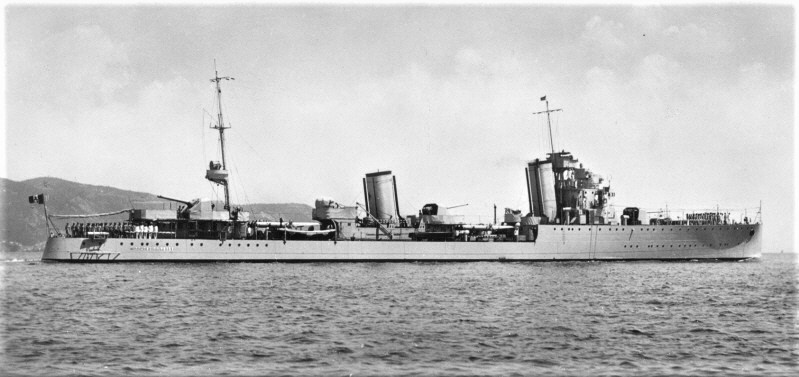
Nicoloso da Recco

Plavidla byla přetížená a trpěla nestabilitou, kvůli čemuž byla během služby rozsáhle upravována. Výzbroj tvořilo šest 120mm kanónů ve dvoudělových věžích, dva 40mm protiletadlové kanóny, čtyři 13,2mm kulomety a dva trojhlavňové 533mm torpédomety. Plavidla rovněž mohla naložit až 56 min. Pohonný systém tvořily čtyři kotle a dvě turbíny o výkonu 50 000 hp, pohánějící dva lodní šrouby. Nejvyšší rychlost dosahovala 38 uzlů. Dosah byl 3800 námořních mil při rychlosti 18 uzlů.